# ハッとして!Good
「ハッとして!Good」（ハッとしてグー）は、1980年（昭和55年）9月21日にリリースされた田原俊彦の2作目のシングル。

## 背景
1980年9月のシングル発売予定とCMソングへの採用がすでに決定し、キャニオン・レコードのディレクターだった羽島亨は楽曲候補を10曲以上制作した。しかし、プロデューサーのジャニー喜多川が納得せず、制作は難航した。しかし、8月に入って宮下が羽島に持ち込んだ楽曲「Sweet Situation」がやっと採用された。羽島は喜多川にプレゼンするにあたって、預かった譜面をもとにデモテープを作成する時間がないため、ギター片手に喜多川の前で歌ってみせたという。変更された曲のタイトルは、サビの歌詞を気に入ったジャニーが発案し採用された。

## 制作
クラシックのピアニストである宮下智（ペンネーム。本名は盛岡夕美子）の作詞作曲によるオールドジャズ風の軽快な楽曲である。
編曲した船山基紀は、以前から挑戦したかったグレン・ミラー楽団のようなビッグバンドによるジャズサウンドを本作で展開した。当初、時代に合わないサウンドが採用されるか不安だったものの、矢嶋マキのロックンロールなピアノ演奏のポップさを聴いて自信を深めたという。船山は本曲について、「自身の編曲作品の中でもベストと言える出来である」と発言している。

## 音楽性

### ハッとして!Good
グリコ「アーモンドチョコレート・セシルチョコレート」のCM曲となり、田原本人も出演し松田聖子と共演した。歌詞の内容と同じく、高原のテレフォンボックスで電話をかける松田に田原がバッタリ出会い、ハッと一目ぼれした後でチョコレートを共に食べるストーリー仕立てとなっている。

### 青春ひとりじめ
フジテレビ系テレビドラマ『ただいま放課後』第2シリーズの主題歌として使用された。また、ニッポン放送のラジオ番組『大入りダイヤルまだ宵の口』でも、歌詞を一部変更した形で主題歌として使用された。

## リリース
1980年9月21日に、キャニオン・レコードのNAVレーベルから発売された。この曲から、NAVレコードがキャニオン・レコードに吸収されたため、販売元がキャニオン・レコードに変更された。また、本作からレコードの価格も700円に変更された。

## 記録
この曲で自身初のオリコン1位を初登場で獲得。初登場1位は当時のオリコンチャートでも史上5曲目となる快挙だった。62万枚を超えるヒットとなり、自身のセールス記録では「哀愁でいと」に次ぐ2番目のヒット曲となる。また、発売日は日曜日で、店舗の地域により店頭に並ぶ日が揃わない時代に、実質3日間の売上で達成した。
1980年大晦日の『第22回日本レコード大賞』では、同曲で松田聖子らを抑えて最優秀新人賞を受賞した。受賞の歌唱時にたのきんトリオのメンバー（近藤真彦・野村義男）の出演後、突如田原の友人らが駆けつけたため、田原は思わず男泣きしながら胴上げされるシーンがあった。

## テレビ番組での披露
フジテレビ系『夜のヒットスタジオ』は番組スポンサーが森永製菓であったため、競合関係にある江崎グリコCM曲の『ハッとして!Good』の代りに、B面の『青春ひとりじめ』を”新曲”と称して1980年（昭和55年）9月～12月まで計4回披露した（「青春ひとりじめ」は、近藤真彦が主演した「ただいま放課後」第2シリーズの主題歌。田原もゲスト出演あり）。

## 収録曲
| 全編曲: 船山基紀。 |                     |                |           |      |
| #                  | タイトル            | 作詞           | 作曲      | 時間 |
| 1.                 | 「ハッとして!Good」 | 宮下智         | 宮下智    | 3:32 |
| 2.                 | 「青春ひとりじめ」  | さがらよしあき | 網倉一也  | 2:57 |
| 合計時間:          | 合計時間:           | 合計時間:      | 合計時間: | 6:29 |

## パーソネル（A面のみ）
- ディレクター: 羽島亨（キャニオン・レコード）
- ミキシングエンジニア: 渡辺誠[2]
- ドラム: 山木秀夫
- ベース: 長岡道夫
- ギター: 芳野藤丸
- キーボード: 矢嶋マキ
- ブラス: 数原晋、新井英治、ジェイク・H・コンセプション
- ストリングス: 多忠昭グループ
- コーラス: 小出博志、東郷昌和
- タップ: 山木秀夫

## カバー
- 1986年発売「BACKSTAGE PASS」(少年隊)で錦織一清がカバーしている。
- 2011年（平成23年）にはニュービーズのCMにおいて藤本美貴によってカバーされた。
- 2011年7月6日リリース、二階堂和美『にじみ』の初回特典に本作のカバーを収録したCDが配布された。

## 参考資料
- アルバム『田原俊彦A面コレクション』（ポニーキャニオン、1986年）
- アルバム『BEST OF TOSHIHIKO TAHARA』（ポニーキャニオン、1998年）
- アルバム『船山基紀 サウンド・ストーリー 時代のイントロダクション』（GT music、2020年）
- 2011年11月26日 朝日新聞 「うたの旅人」